# Stanisław Zaliwski
Stanisław Zaliwski (ur. 1904, zm. w 1981) – polski naukowiec i praktyk z zakresu sadownictwa.
Stanisław Zaliwski był człowiekiem o bardzo szerokich zainteresowaniach (przez kilka lat wykładał także warzywnictwo i inne przedmioty) na Uniwersytecie Przyrodniczym w Lublinie, gdzie był wykładowcą aż do przejścia na emeryturę w 1974 roku. Tytuł profesora otrzymał w 1962 roku. Prof. dr Stanisław Zaliwski – był kierownikiem Katedry Ogrodnictwa i prodziekanem Wydziału Rolniczego Uniwersytetu Przyrodniczego w Lublinie(1953-1956).
Był także inicjatorem i pełnomocnikiem uczelni przy tworzeniu Oddziału Ogrodniczego. Prof. dr hab. Stanisław Zaliwski był Pierwszym Przewodniczącym Rady Naukowej Instytutu Sadownictwa i Kwiaciarstwa w Skierniewicach i pełnił tę funkcję w latach 1951–1963. Oprócz pracy na Uczelni w Lublinie był jednocześnie dyrektorem Zakładu Badawczego Instytutu Sadownictwa w Puławach (dzielnica Górna) (1950–1963). W latach 1970–1974 pełnił obowiązki dyrektora Instytutu Produkcji Ogrodniczej AR.
Był także kierownikiem (1951–1974) winnicy doświadczalnej w Sadłowicach koło Góry Puławskiej, gdzie testował dużą ilość różnych odmian winorośli. W małej winnicy na Górnej Niwie w Puławach, wyhodował popularną niegdyś odmianę Iza Zaliwska. Została tak nazwana dla upamiętnienia tragicznej śmierci jego dwojga dzieci (małej córki Izabeli), tuż przed zakończeniem wojny rozerwanych przez czołgową minę pozostawioną przez Niemców na Górnej Niwie.
Wszystkie wyniki badań prof. Zaliwskiego związane z winoroślą zaginęły.